# 주 위열왕
동주 위열왕 희오(東周 威烈王 姬午)는 주나라의 32대 왕이다.

## 사적
기원전 403년, 진의 대부의 한건, 조적, 위사를 각각 한후(韓侯), 조후(趙侯), 위후(魏侯)로 봉해 삼가분진(三家分晋)이라 불리는 책봉을 실시했다. 삼가분진은 춘추시대의 종식이며 이때부터 전국시대로 본격적으로 돌입하게 되었다.
이 해부터 『자치통감』의 기재가 시작되고 있다.